# ناحیه فانتین گرین، شهرستان هنکاک، ایلینوی
ناحیه فانتین گرین (به انگلیسی: Fountain Green Township) یک منطقهٔ مسکونی در ایالات متحده آمریکا است که در شهرستان هنکاک، ایلینوی واقع شده‌است. ناحیه فانتین گرین ۱۹۱ متر بالاتر از سطح دریا واقع شده‌است.